# Both Sides of the Story
Both Sides of the Story è un singolo del cantante britannico Phil Collins, il primo estratto dall'album Both Sides nel 1993.

## Video musicale
Il videoclip, girato principalmente a New York, ricalca il testo del brano. Viene mostrato Collins che canta alternato a immagini di persone senzatetto, una coppia sposata che litiga davanti ai loro figli, un'unità militare che pattuglia una città, e un ragazzo del ghetto che minaccia un altro uomo con una pistola (quest'ultima scena è ispirata al film del 1991 Grand Canyon - Il cuore della città).

## Tracce
- 7"

1. Both Sides of the Story
2. Always (live)

- CD maxi

1. Both Sides of the Story
2. Always (live)
3. Both Sides of the Demo
4. Rad Dudeski

## Classifiche
| Classifica (1993)                | Posizione massima |
| -------------------------------- | ----------------- |
| Australia                        | 41                |
| Austria                          | 22                |
| Belgio (Fiandre)                 | 7                 |
| Canada                           | 2                 |
| Finlandia                        | 13                |
| Francia                          | 30                |
| Germania                         | 12                |
| Irlanda                          | 21                |
| Italia                           | 3                 |
| Paesi Bassi                      | 8                 |
| Regno Unito                      | 7                 |
| Stati Uniti                      | 25                |
| Stati Uniti (adult contemporary) | 10                |
| Stati Uniti (mainstream rock)    | 24                |
| Stati Uniti (pop)                | 8                 |
| Stati Uniti (radio)              | 22                |
| Svezia                           | 31                |
| Svizzera                         | 11                |